# John Patrick Crowley
John Patrick Crowley (Newbury, 23 giugno 1941) è un vescovo cattolico britannico, dal 3 maggio 2007 vescovo emerito di Middlesbrough.

## Biografia
John Patrick Crowley è nato a Newbury, nel Berkshire, il 23 giugno 1941.
Ha studiato presso il St Edmund's College a Ware ed è stato ordinato presbitero il 12 giugno 1965 dal cardinale John Carmel Heenan. Dopo l'ordinazione sacerdotale è stato secretario privato del cardinale Basil Hume.
Il 31 ottobre 1986 papa Giovanni Paolo II lo ha nominato vescovo ausiliare di Westminster, assegnandogli la sede titolare di Tala. Ha ricevuto l'ordinazione episcopale l'8 dicembre seguente per imposizione delle mani del cardinale Basil Hume.
Sei anni dopo, il 3 novembre 1992 lo stesso papa Giovanni Paolo II lo ha nominato vescovo di Middlesbrough.
Durante gli anni del suo ministero si è impegnato nel garantire il benessere spirituale della collettività, sostenendo l'istituzione di consigli pastorali parrocchiali e promuovendo la collaborazione dei laici nelle amministrazioni parrocchiali. Ha avuto anche il merito di aver ispirato e promosso le vocazioni, in particolare ottenendo buoni risultati nel diaconato permanente. In un periodo di grandi cambiamenti sociali, ha apportato diverse modifiche nell'organizzazione della curia e nelle organizzazioni caritatevoli sul territorio diocesano. Una delle sue priorità è stata l'istruzione e la formazione cattolica in tutti livelli, avviando dunque una revisione approfondita di tutte le scuole della diocesi. Ha anche dato il suo sostegno alla creazione di gruppi di formazione per adulti e incoraggiato il rafforzamento del lavoro del servizio diocesano per i giovani "Life to the Full".
Nel giugno 2001 è rimasto coinvolto in uno scandalo dopo aver accettato di celebrare una messa di ringraziamento per una relazione omosessuale tra due cattolici durata 25 anni. La messa intendeva onorare i "25 anni di amicizia e impegno per la ricerca della giustizia" di Julian Filochowslci, allora direttore dell'agenzia cattolica per lo sviluppo all'estero Cafod, e Martin Pendergast del gruppo cattolico del Lesbian and Gay Christian Movement.
Tuttavia, il vescovo Crowley si è ritirato come celebrante all'ultimo momento, dopo una telefonata del cardinale Cormac Murphy-O'Connor, il quale gli aveva chiesto di non partecipare.
Un'ulteriore controversia si è verificata nel 2005 quando, in un'intervista radiofonica, ha dichiarato il suo supporto all'ordinazione degli uomini sposati.
Ha retto la diocesi per 14 anni e mezzo, rassegnando le proprie dimissioni il 3 maggio 2007 a causa di un grave stato di stress.

## Genealogia episcopale
La genealogia episcopale è:
- Cardinale Scipione Rebiba
- Cardinale Giulio Antonio Santori
- Cardinale Girolamo Bernerio, O.P.
- Arcivescovo Galeazzo Sanvitale
- Cardinale Ludovico Ludovisi
- Cardinale Luigi Caetani
- Cardinale Ulderico Carpegna
- Cardinale Paluzzo Paluzzi Altieri degli Albertoni
- Papa Benedetto XIII
- Papa Benedetto XIV
- Papa Clemente XIII
- Cardinale Marcantonio Colonna
- Cardinale Giacinto Sigismondo Gerdil, B.
- Cardinale Giulio Maria della Somaglia
- Cardinale Carlo Odescalchi, S.I.
- Cardinale Costantino Patrizi Naro
- Cardinale Serafino Vannutelli
- Cardinale Domenico Serafini, Cong. Subl. O.S.B.
- Cardinale Pietro Fumasoni Biondi
- Arcivescovo Filippo Bernardini
- Vescovo Franziskus von Streng
- Arcivescovo Bruno Bernard Heim
- Cardinale Basil Hume, O.S.B.
- Vescovo John Patrick Crowley